# Cnova
Cnova N.V. é uma empresa multinacional baseada nos Países Baixos que pertence ao Grupo Casino, uma empresa global de varejo, cujo Diretor-Presidente e controlador é Jean-Charles Naouri. Peter Estermann é o Presidente do Conselho de Administração da Cnova N.V. desde novembro de 2015. A empresa administra os negócios de comércio eletrônico do grupo e de suas subsidiárias, que incluem empresas como o GPA, a Via Varejo, e o Grupo Éxito.
A Cnova foi criada em 2014 com a fusão do capital da Nova Pontocom, que pertencia ao GPA e à Via Varejo, com a loja de comércio virtual Cdiscount, que era administrada pelo Grupo Casino e pelo Grupo Éxito.

## História
A história da Cnova começa em 1996, quando é criada a loja virtual da rede de varejo Pontofrio, uma das primeiras lojas de comércio eletrônico do Brasil. Em seguida, na França, no ano de 1998, é criada a Cdiscount, loja para as marcas do Grupo Casino no país.
No ano seguinte, o Grupo Casino compra parte das ações do Grupo Pão de Açúcar, até então controlado unicamente pelo empresário Abilio Diniz. Na mesma época, o grupo brasileiro lança a loja virtual Amélia, uma das primeiras tentativas da empresa entrar no negócio de vendas virtuais. Antes, em 1996, a empresa lançou a versão virtual do Pão de Açúcar, denominada de Pão de Açúcar Delivery, o primeiro supermercado a fazer suas vendas pela internet no Brasil, que foi substituído pelo Amélia. Em 2001, o Grupo Pão de Açúcar encerra as operações da loja virtual Amélia, cujo endereço amelia.com.br passou a redirecionar os usuários para os endereços online do Pão de Açúcar e do Extra, que substituiu as operações da loja online.
Em 2009, o Grupo Pão de Açúcar anunciou a compra das lojas e dos negócios da controladora do Pontofrio, a Globex Utilidades. Meses depois, a empresa anuncia a sua fusão com a concorrente Casas Bahia, que juntas formaram a Via Varejo, empresa na qual o Grupo Pão de Açúcar passou a deter cerca de 49% das ações.
A loja online do Pontofrio, denominada de Pontofrio.com, foi separada do negócio principal da empresa antes da venda para o Pão de Açúcar. Assim, foi criada a razão social Pontofrio.com Comércio Eletrônico S.A., que também foi vendida junto com a empresa principal. Sob a administração dos novos donos, a empresa passou a administrar as lojas online do Extra e também a da Casas Bahia, então recém criada. Com essas mudanças, a empresa mudou a razão social para Nova Pontocom Comércio Eletrônico S.A. e passou a ser chamada pelo nome de Nova Pontocom.
Nos anos seguintes, o Grupo Casino ampliou a operação da sua loja Cdiscount para outros países em que tinha operação, como a Colômbia, o Equador e a Tailândia, sendo que as operações destes dois últimos países são controladas por sua subsidiária Grupo Éxito.
Em maio de 2013, o Grupo Casino e as suas subsidiárias anunciaram que iriam unificar seus negócios de lojas virtuais em uma só operação, além da lançar as ações da nova empresa na Bolsa de Valores de Nova Iorque. Assim, foi criada em 2014 a Cnova N.V., empresa com sede nos Países Baixos. Cada subsidiária do Grupo Casino, incluindo ele próprio, passam a deter participações na nova empresa criada após essa fusão.

## Apresentação
Por meio de seu site Cdiscount, a Cnova atua em regiões que agregam mais de 500 milhões de pessoas: França, Colômbia, Equador, Tailândia, Vietnã, Costa do Marfim, Bélgica e Senegal. No Brasil, a Cnova opera por meio de seus sites Extra.com.br, Pontofrio.com e Casasbahia.com.br. A Cnova também atua no segmento B2B, oferecendo soluções de plataforma de comércio eletrônico, como o eHub, e sites de nicho na França e no Brasil, como Comptoirsante.com, Moncornerdeco.com e Barateiro.com.
A Cnova é líder do mercado de comércio eletrônico na França e no Brasil.
Através de seus sites de vendas e de seus marketplaces, a Cnova oferece um vasto sortimento de produtos e diferentes opções de entrega e pagamento.  Seu portfólio de produtos inclui: eletrodomésticos, eletrônicos, computadores e produtos de informática, artigos para o lar, de lazer e bens de uso pessoal.

## Negócios

### Cnova Brasil (ex Nova Pontocom)
A Nova Pontocom foi criada em 2009 após a aquisição do Pontofrio pelo GPA, e a sua fusão com a concorrente Casas Bahia, que acabou criando a Via Varejo. A empresa, então, passou a administrar os ativos das lojas virtuais do grupo, bem como desenvolver as soluções de infraestrutura e logística para elas. A empresa operou com cinco bandeiras principais: as versões virtuais da Casas Bahia, do Extra e do Pontofrio, a loja virtual de venda de viagens e hotéis Partiu Viagens, além da loja de produtos com avarias Barateiro, nome usado anteriormente para a bandeira de supermercados de bairro do GPA. Além de operar lojas virtuais próprias, a empresa também oferecia soluções de comércio eletrônicos para outras empresas. Em 2016, as atividades da Cnova Brasil foram integradas à Via Varejo.

### Cdiscount
A Cdiscount foi criada em Bordeaux, na França em 1998 pelo Grupo Casino, sendo uma das pioneiras no comércio eletrônico local. O nome é uma referência ao Grupo Casino (C) e ao primeiro produto vendido por eles, CDs. Mais tarde, com a expansão do Grupo Casino para outros países, o site passou a atuar nesses locais, que incluíram o  Brasil, Colômbia, Equador, Costa do Marfim, Senegal, Vietnã e Tailândia. Algumas atividades foram descontinuadas. O site no Brasil está atualmente fora do ar.

## Administração

### Comitê executivo
- Emmanuel Grenier: co-Presidente e Diretor Geral do Cdiscount
- Flávio Dias: co-Presidente e Diretor Geral da Cnova, Brasil
- Vítor Fagá: Diretor Financeiro do Grupo / Relações com Investidores, Cnova
- David Mossé: Diretor Jurídico, Cnova
- Fernando Queiroz Tracanella: Diretor Financeiro e de Recursos Humanos Cnova, Brasil
- Nicolas Woussen: Diretor Financeiro Cnova, França